# Кьосева, Цветана
Цветана Лазарова Кьосева (Кёсева; 13.04.1952, Костенец — 22.03.2011, София) — болгарский историк-музеевед, директор Национального исторического музея Болгарии, исследователь русского зарубежья в Болгарии. Доктор ист. наук. Член Международного совета музеев (ИКОМ) и Болгарского национального комитета Международного совета музеев (ИКОМ).
Темы её исследований связаны с новой историей: Третьим Болгарским царство, культурным наследием, болгаро-русскими и болгаро-советскими отношениями, историей, теорией и практикой музейного дела.

## Биография
В 1974 году окончила факультет истории и философии в Софийском университете имени св. Климента Охридского.
В 1975 году начала работать куратором в Национальном историческом музее в Софии. С 1975 по 1991 года — младший научный сотрудник Национального музея болгаро-советской дружбы.
В 1992 году защитила кандидатскую диссертацию по теме «Болгаро-советские связи в печати 1944—1948 гг.».
С 1992 по 1995 год — научный сотрудник музея «Болгария и славянский мир» (филиал Национального исторического музея). С 1995 по 2002 год — заведующая отделом новой болгарской истории в Национальном историческом музее в Софии.
В 2002 году защитила работу «Русская эмиграция в Болгарии 20-50-х гг. XX в.» и стала доктором исторических наук и старшим научным сотрудником в Национальном историческом музее.
2005—2010 — зам. директора Национального исторического музея в Софии;
2010—2011 — директор Национального исторического музея в Софии.

## Научные интересы
История Болгарии XIX-XX вв., болгаро-русские и болгаро-советские отношения в XX веке, история российского зарубежья, история болгарской культуры, музееведение, архивоведение, гендерная история. Всего опубликовано около 200 работ, из них по тематике Русского зарубежья, более 50 работ. Участник научных конференций, в том числе международных.

## Основные труды
- Пропагандата на Московския Всеславянски комитет в България 1944-1948 г. [Пропаганда Московского Всеславянского комитета в Болгарии 1944—1948 гг.] // Славянската взаимност — минало и съвременност. — Славянски летописи. −1994. — Т. I. — 308—318. — (на болг. яз.);
- Русские художники-эмигранты в Болгарии // Славяноведение. — 1996. — № 4. — С. 11-23;
- Българо-съветските отношения 1944-1949. Пропаганда и конюнктура [Болгаро-советские отношения 1944—1949. Пропаганда и конъюнктура] // Исторически преглед. — 1999. — № 1. — 67-85. — (на болг. яз.) ;
- Митрополит Стефан и руските бежанци в България [Митрополит Стефан и русские беженцы в Болгарии.] // Минало. — 2000. — № 2. — 44-55. — (на болг. яз.);
- Руската емиграция и българската държава (20-те — 50-те години на ХХ в) [Российская эмиграция и болгарское государство (20-е-50-е годы ХХ в)] // Бялата емиграция в Българии. Материали от научна кнференция София, 23 и 24 сентября 1999 г. — София : Институт по история Българска академия на науките, 2001. — С. 51-70. — (на болг. яз.);
- Ветераните от Руско-турската Освободителна война 1877-1878 г. — емигранти в България [Ветераны Русско-турецкой освободительной войны 1877—1878 гг. — эмигранты в Болгарии] // Славянски летописи.- 2001. — Т. VII. — С. 81-112. — (на болг. яз.);
- Участие на руски емигранти от България в Руския охранителен корпус в Югославия (по документи на Дирекцията на полицията) [Участие российских эмигрантов из Болгарии в российском охранном корпусе в Югославии (по документам дирекции полиции)] // Втората световна война и Балканите. Сборник доклади и научни съобщения, изнесени на международна научна конференция в София, 20-21 юни 2001 г. — 2002. — С. 372—383. — (на болг. яз.);
- България и руската емиграция 20-те — 50-те години на XX в. [Болгария и российская эмиграция 20-х-50-х годов XX в.] = Bulgaria and the Russian emigration from the 1920s to the 1950s. — София: Междунар. център по проблемите на малцинствата и културните взаимодействия, 2002. — 591 с. — (на болг. яз.);
- Руските училища в България 1920-1934 [Русские школы в Болгарии 1920—1934] // Известия национального исторического музея. — София. — 2003. — Т. 13. — С. 145—166. — (на болг. яз.);
- Царските коллекции в българските музеи, архиви и библиотеки [Царские коллекции в болгарских музеях, архивах и библиотеках] / Авт. екип: Петър Берон, Цветана Кьосева, Виолета Великова-Кошелева и др. Съст. : Цветана Кьосева. — Софiя : Национален музей на българската книга и полиграфия, 2004. — 320 с. — (на болг. яз.);
- Документы о Белой эмиграции в болгарских архивах // Вестник архивиста. — 2004. — № 3-4. — С. 240—265 ; № 5. — С. 289—302;
- Документы о жизни русских эмигрантов в Болгарии 1918-1944 годов // Русская газета. — София. — 2004. — № 38 (57). — С. 4;
- Документы о жизни русских эмигрантов в Болгарии 1945-1958 гг. // Русская газета. — София. — 2005. — № 8 (79). — С. 4;
- Неизвестный американский архив о русских беженцах в Турции // Русская газета. — София. — 2005. — № (80). — С. 4;
- Русская посольская церковь // Новый журнал = New Review. — Нью-Йорк. — 2006 — № 243. — С. 299—306;
- Тайните на Третата българска държава [Секреты третьего болгарского государства] — София : Национален исторически музей, 2006. — 239 с. — (на болг. яз.);
- Правовое положение и адаптация русских беженцев в Болгарии (20-40-е годы XX века) // Правовое положение российской эмиграции в 1920—1930-е годы. Сб. науч. тр. / ред. З. С. Бочарова. — СПб. : Сударыня, 2006. — С. 160—182;
- Установление болгаро-советских дипломатических отношений (1934) и судьбы посольской церкви в Софии // Макарьевские чтения : материалы Пятой международной конференции (21-22 ноября 2006 года) / отв. ред. В. Г. Бабин. — Горно-Алтайск : Горно-Алтайский гос. ун-т, 2006. — С. 270—277;
- Русские эмигрантские организации в Болгарии (общая характеристика) // Российские и славянские исследования : науч. сб. / отв. ред. А. П. Сальков, О. А. Яновский. — Минск : БГУ, 2007. — Вып. 2. — С. 98-105;
- Российская эмиграция в Болгарии. XX век // Новый журнал = New Review. — Нью-Йорк. — 2007 — № 247. — С. 299—306;
- Болгария и русская эмиграция : 1920—1950-е годы / пер. с болг., науч. ред. Е. В. Михайлова. — М. : Русский путь, 2008. — 312 с.
- Разведка советского полпредства в Софии среди русских эмигрантов 1934—1939 гг. // Нансеновские чтения, 2008. — СПб.: РОО ИКЦ «Русская эмиграция», 2009. — С. 163—187;
- Русские школы в Болгарии (20-е — 40-е годы XX века) // Русское зарубежье в Болгарии : история и современность / авт. идеи и сост. С. А. Рожков. — София : Русский Академический Союз в Болгарии, 2009. — С. 64-71;
- Русские художники-эмигранты в Болгарии // Русское зарубежье в Болгарии : история и современность / Рус. акад. союз в Болгарии; авт. идеи и сост. С. А. Рожков. — София : Рус. акад. союз в Болгарии, 2009. — С. 89-95;
- Русская эмиграция в документах Центрального Государственного архива Болгарии // Русское зарубежье в Болгарии : история и современность / авт. идеи и сост. С. А. Рожков. — София : Русский Академический Союз в Болгарии, 2009. — С. 159—161;
- Епископ Софийский Стефан и русская эмиграция в Болгарии // Макарьевские чтения : материалы восьмой международной конференции (21-23 ноября 2009 года) / отв. ред. В. Г. Бабин. — Горно-Алтайск : РИО ГАГУ, 2009. — С. 260—266;
- Първите дами на царска България. [Первые леди царской Болгарии] — София : Св. Климент Охридски [и др.], 2010. — 148 с. — (на болг. яз.);
- Красивите лица на терора. [Красивые лица террора] — Софiя: Сиела, 2013. — 195 с. — (на болг. яз.).